# Józef Sokołowski (1891–1940)
Józef Sokołowski (ur. 28 lipca 1891 w Pałanieczyńcach, zm. 9–11 kwietnia w Katyniu) – major kawalerii Wojska Polskiego, działacz niepodległościowy.

## Życiorys
Syn Ignacego, agronoma, i Adeli z Szelepińskich urodzony 28 lipca 1891 w majątku Pałanieczyńce w ówczesnym powiecie wasylkowskim guberni kijowskiej. Uczęszczał do gimnazjum humanistycznego w Kijowie. Konspiracyjnie uzupełniał wiedzę z zakresu literatury i historii Polski.
W 1913 został wcielony do armii rosyjskiej. Po szkoleniu unitarnym i ukończeniu pułkowej szkoły podoficerskiej został wysłany na front zachodni, gdzie dowodził plutonem. W połowie lipca 1914 został ranny. W tym czasie został mianowany podporucznikiem. Po sześciu miesiącach został awansowany na porucznika. Na początku 1917 został drugi raz ranny. Po wybuchu rewolucji lutowej został przeniesiony do pułku rezerwowego strzelców w Biełgorodzie, gdzie utworzył zapasowy dywizjon kawalerii dla oddziałów polskich.
Wraz z dywizjonem przeszedł do 1 pułku ułanów na froncie polsko-bolszewickim. W lipcu i sierpniu 1920 dowodził jednocześnie oddziałem sztabowym, pododdziałem taczanek i pododdziałem łączności 108 pułku ułanów. 27 sierpnia 1920 został zatwierdzony z dniem 1 kwietnia 1920 w stopniu rotmistrza, w kawalerii, w grupie oficerów byłych Korpusów Wschodnich i byłej armii rosyjskiej. Po powrocie do 1 pułku ułanów objął stanowisko dowódcy szwadronu karabinów maszynowych. 3 maja 1922 został zweryfikowany w stopniu rotmistrza ze starszeństwem od 1 czerwca 1919 i 74. lokatą w korpusie oficerów jazdy (od 1924 – kawalerii). W 1923 ukończył dziewięciomiesięczny kurs w Obozie Szkolnym Kawalerii w Grudziądzu i pięciotygodniowy kurs oficerów sztabowych w Rembertowie. 1 listopada 1924 objął stanowisko komendanta Szkoły Podchorążych Rezerwy Kawalerii nr 1 przy IV Brygadzie Kawalerii w Suwałkach. W czerwcu 1925 został przydzielony z 1 puł. na stanowisko dowódcy szwadronu pionierów 1 Dywizji Kawalerii w Białymstoku.
3 maja 1926 prezydent RP nadał mu stopień majora ze starszeństwem z dnia 1 lipca 1925 i 13. lokatą w korpusie oficerów kawalerii. W sierpniu tego roku został przeniesiony do 10 pułku ułanów w Białymstoku z pozostawieniem na stanowisku dowódcy szwadronu pionierów 1 DK. W czerwcu 1927 został przeniesiony do 22 pułku ułanów w Brodach na stanowisko kwatermistrza. W lipcu 1929 został przeniesiony do 21 pułku ułanów w Równem na stanowisko zastępcy dowódcy pułku. W marcu 1930 został przeniesiony na stanowisko rejonowego inspektora koni w Tarnopolu. W kwietniu 1934 został zwolniony z zajmowanego stanowiska i oddany do dyspozycji dowódcy Okręgu Korpusu Nr VI, a z dniem 31 lipca tego roku przeniesiony w stan spoczynku. Mieszkał w Tarnopolu przy ul. Mickiewicza 19, a później przy ul. Wałowej 10.
Po 17 września 1939 dostał się do sowieckiej niewoli i został osadzony w obozie w Kozielsku. Między 7 a 9 kwietnia 1940 został przekazany do dyspozycji naczelnika Zarządu NKWD Obwodu Smoleńskiego. Między 9 a 11 kwietnia 1940 zamordowany w Katyniu i tam pogrzebany. W czasie ekshumacji wiosną 1943 jego zwłoki oznaczono numerem 3439. Od 28 lipca 2000 jego szczątki spoczywają na Polskim Cmentarzu Wojennym w Katyniu.
Był żonaty z Jadwigą z Kownackich, z którą miał córkę.
5 października 2007 minister obrony narodowej Aleksander Szczygło mianował go pośmiertnie na stopień podpułkownika. Awans został ogłoszony 9 listopada 2007, w Warszawie, w trakcie uroczystości „Katyń Pamiętamy – Uczcijmy Pamięć Bohaterów”.
25 maja 2023 żołnierze batalionu czołgów 15 Brygady Zmechanizowanej w Orzyszu zasadzili Dąb Pamięci majora Józefa Sokołowskiego.

## Ordery i odznaczenia
- Krzyż Walecznych[23][29]
- Medal Niepodległości – 9 listopada 1932 „za pracę w dziele odzyskania niepodległości”[30][31][5][32]
- Medal Pamiątkowy za Wojnę 1918–1921[3]
- Medal Dziesięciolecia Odzyskanej Niepodległości[3]
- Medal Zwycięstwa[33][23]